# Börtlingen
Börtlingen est une commune de Bade-Wurtemberg (Allemagne), située dans l'arrondissement de Göppingen, dans la région de Stuttgart, dans le district de Stuttgart.
Börtlingen comprend le village de Börtlingen, les hameaux de Breech (au nord de Börtlingen) et Zell (à l'est, vers Birenbach), les fermes Ödweiler et Schweizerhof et le Schneiderhof, ainsi que le village abandonné d'Oedweiler.